# Dee Bost
Pour les articles homonymes, voir Bost.
DeMarquis "Dee" Bost, né le 12 octobre 1989 à Charlotte en Caroline du Nord, est un joueur américano-bulgare de basket-ball.

## Biographie
En juillet 2017, Bost signe un contrat d'un an avec le Žalgiris Kaunas.
En juillet 2018, Bost rejoint le BC Khimki Moscou, club qui participe à l'Euroligue, avec lequel il signe un contrat d'un an.
Fin février 2019, Bost est licencié du Khimki et remplacé par Andrew Harrison.
En juillet 2021, Bost s'engage avec le club stambouliote de Galatasaray SK.
En janvier 2023, Bost rejoint l'ASVEL Lyon-Villeurbanne, club évoluant en première division française. Il quitte le club en août 2023.
Le 27 septembre 2023, il s'engage pour deux mois avec les Metropolitans 92 comme pigiste médical de Jordan Theodore. Il quitte le club seulement un mois plus tard pour revenir au Galatasaray SK.

## Palmarès
- MBL champion (2013)
- NBA D-League All-Star (2014)
- NBA D-League All-Defensive Third Team (2014)
- First-team All-SEC (2012)
- 2× Second-team All-SEC (2010–2011)
- SEC All-Freshman Team (2009)
- Champion de Pologne (2016)
- MVP des finales du championnat de Pologne (2016)
- Vainqueur de la Leaders Cup 2017 (2017)
- Vainqueur de la Coupe de France 2017-2018 avec Strasbourg
- Vainqueur de l'EuroCoupe de basket-ball 2020-2021 avec l'AS Monaco
- Vainqueur de la Leaders Cup 2023 avec l'ASVEL Lyon-Villeurbanne